# Fusil EM-2
El EM-2, también conocido como Fusil, Nº 9, Mk.1 o Fusil Janson, es un fusil de asalto británico. Fue adoptado brevemente por las fuerzas británicas en 1951, pero la decisión fue revocada muy poco después por el gobierno entrante de Winston Churchill en un esfuerzo por asegurar la normalización de las armas portátiles y las municiones de la OTAN. Era un arma innovadora con el diseño compacto bullpup, asa de transporte incorporada y una mira óptica.
El arma fue diseñada para disparar uno de los primeros cartuchos intermedios completamente nuevos diseñados con un propósito específico, para un requerimiento de 1945 como resultado de la experiencia de combate y los avances alemanes en el diseño de armas durante la Segunda Guerra Mundial. La munición, el .280 British, fue diseñada para reemplazar al .303, que data de finales del siglo XIX. El EM-2 estaba destinado a reemplazar los fusiles Lee-Enfield de cerrojo y varios subfusiles, mientras que la ametralladora TADEN reemplazaría las Bren y Vickers.
Como parte de los esfuerzos de normalización de la OTAN, Estados Unidos afirmó que el cartucho .280 British era demasiado débil para su uso en fusiles y ametralladoras, y en su lugar favoreció al mucho más potente cartucho 7,62 × 51 mm OTAN. Como el EM-2 no se podía adaptar fácilmente a esta munición, más larga y potente, dejó de usarse. Finalmente fue adoptado, algunos años más tarde, un fusil bullpup, el fusil de asalto SA80, que permanece en servicio hoy.

## Trasfondo

### Armas de posguerra
El Ejército Británico entró en la Segunda Guerra Mundial con armas de infantería basadas en el cartucho .303 British, incluido el fusil de cerrojo Lee-Enfield, la Ametralladora Vickers y la ametralladora ligera Bren. El .303 se había desarrollado cerca del final del siglo XIX y tenía varios problemas cuando se usaba en diseños modernos, en particular, el diseño de cartucho con borde, que lo hacía más difícil de usar con cargadores. Aunque el Ejército había tenido la intención de reemplazar el .303 en varias ocasiones antes de la Primera Guerra Mundial, estos esfuerzos se pospusieron repetidamente debido a una crisis tras otra. Había habido alguna consideración de un cartucho menos potente justo antes del comienzo de la Segunda Guerra Mundial, usando una bala de 7,92 mm, pero después de la evacuación de Dunkerque, cualquier interés en este desarrollo terminó.
En el período inmediato de la posguerra, la Royal Small Arms Factory comenzó el desarrollo de una serie de diseños disparando cartuchos alemanes. El diseñador polaco Roman Korsak estaba produciendo una nueva ametralladora ligera disparando el cartucho 7,92 × 57 mm Mauser usando un mecanismo similar al FG 42 conocido como EM-1, mientras que Jeziorański estaba diseñando un arma de infantería que dispara el cartucho 7,92 × 33 mm Kurz del StG 44, el EM-2. Metcalf desarrolló una segunda arma de infantería, el EM-3, pero no tuvo éxito. Existe cierto debate sobre si «EM» se refiere a «Modelo experimental» o «Modelo Enfield».

### Cartucho intermedio

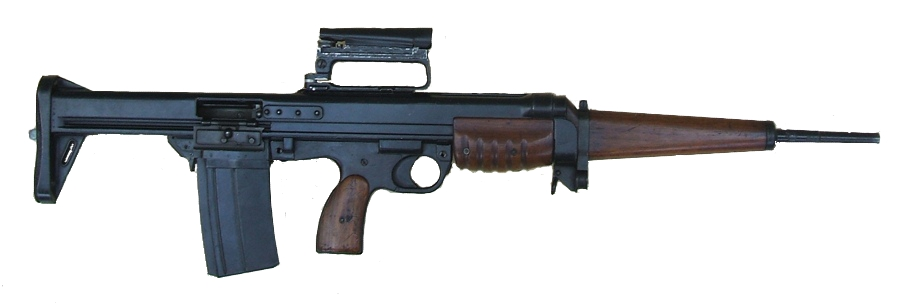
Fusil Thorpe EM-1.

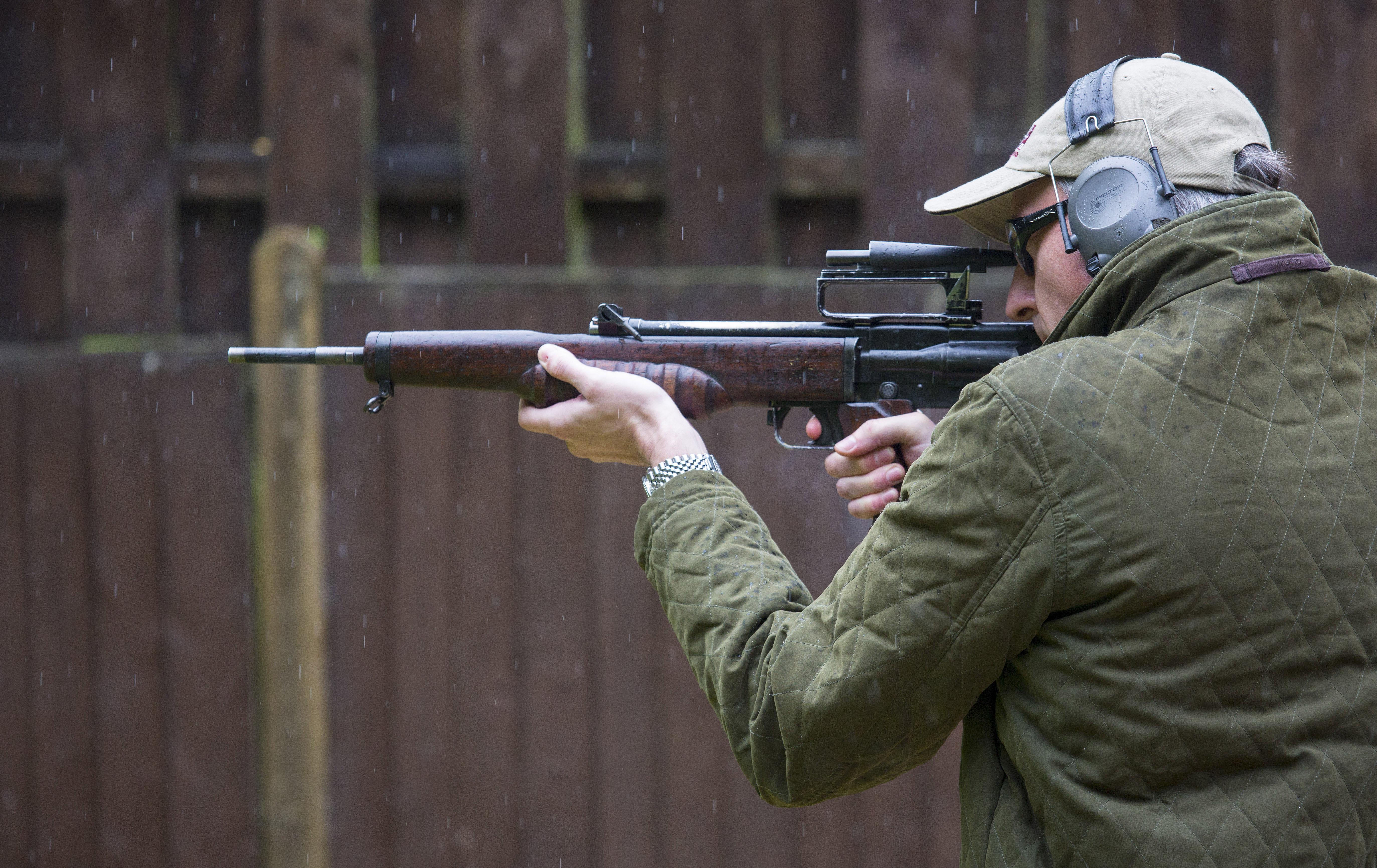
EM-2 siendo disparado.

A medida que avanzaba la guerra, en 1945 el Ejército formó el Small Arms Calibre Panel (SACP, Panel de Calibres de Armas Pequeñas) para desarrollar un nuevo calibre estándar para armas futuras. La inteligencia militar sugirió que pasarían diez años antes de que los soviéticos estuvieran listos para otra guerra importante, por lo que el período de reequipamiento fue de mediados a finales de la década de 1950. Esto le dio al Panel tiempo suficiente para probar varias opciones.
La experiencia durante la guerra, además de encontrar al alemán StG 44 en combate, llevó a la demanda de un cartucho «intermedio», de tamaño más pequeño, que permitiera disparar con arma del tamaño de un fusil en forma completamente automática. El Ejército exigía un alto grado de precisión debido al énfasis en la puntería, por lo que el nueva cartucho fue diseñada para cumplir con el rendimiento del .303 a 910 metros pero con el alcance reducido de 450 metros. Después de probar una variedad de diseños, seleccionaron una bala de aproximadamente 6,8 mm de calibre y 25 mm de largo, con una masa de 8,4 gramos.
Con la publicación de los informes del SACP, el interés en la serie original de armas EM terminó y una convocatoria de armas basada en el nuevo cartucho salió en septiembre de 1947. Para entonces, Korsak había abandonado el programa EM-1 original y lo reemplazó Kazimierz Januszewski, que adoptó el nombre anglosajón de Stefan Kenneth Janson. El nuevo diseño de Janson recibió el nombre de EM-2, a pesar de estar más estrechamente relacionado con el EM-1 original. Stanley Thorpe desarrolló un nuevo EM-1 mientras que Eric Hall desarrolló un EM-3. Quizás debido a la confusa reutilización de los nombres, estas armas a menudo se denominan por los nombres de sus diseñadores, convirtiéndose en «Thorpe EM-1», «Janson EM-2» y «Hall EM-3». Como si esto no fuera lo suficientemente confuso, también se asignaron nombres en clave, el EM-1 «Cobra», EM-2 «Mamba», mientras que el EM-3 no continuó y no recibió un nombre, como fue el caso de un diseño EM-4 de Dennis Burney.
Tanto el EM-1 como el EM-2 eran armas de estilo bullpup; el cargador y la recámara se colocan detrás del gatillo y la empuñadura de pistola, lo que lleva a una longitud total más corta (en aproximadamente un 20%) y una mejor relación entre la longitud del cañón y la longitud del arma. La longitud total del EM-2 es de 24 cm menos que el M14 de Estados Unidos. A pesar de que su cañón es 7,5 cm más largo. Tanto el EM-1 como el EM-2 usaban cargadores de 20 cartuchos, incluían miras ópticas cónicas simples para apuntar rápidamente, la Universal Optical Sight («mira óptica universal») para disparos de largo alcance, tenía un asa de transporte incorporada en la parte superior, podía disparar en semiautomático o completamente automático y el cartucho de .280 tenía una precisión de aproximadamente 730 m.
Los dos diseños eran externamente similares pero internamente muy diferentes en diseño y construcción, sin partes en común más que las miras. El EM-1 usó una chapa estampada 1 mm más gruesa para una fabricación más simple, un cerrojo con bloqueo de rodillos de retroceso corto, y fue algo más pesado, aproximadamente 4,5 kg con el cargador vacío. Se encargó un quinto diseño a la empresa BSA, que construyó prototipos de un fusil más convencional utilizando la misma munición, el BSA 28P.
El EM-2 finalmente se seleccionó como el mejor diseño y fue adoptado como el nuevo fusil del ejército británico el 25 de abril de 1951 como el Rifle, Automatic, Calibre .280, Number 9 (Fusil, Automático, Calibre .280, Número 9), la designación por la que se lo conocía en el War Office desde las pruebas de armas estadounidenses de 1950.
Al igual que otros diseños británicos del siglo XX, como el P14 y el SA80, el EM-2 fue diseñado para lograr un alto grado de precisión debido a la tradición del énfasis en la puntería del ejército británico.

## Normalización de la OTAN

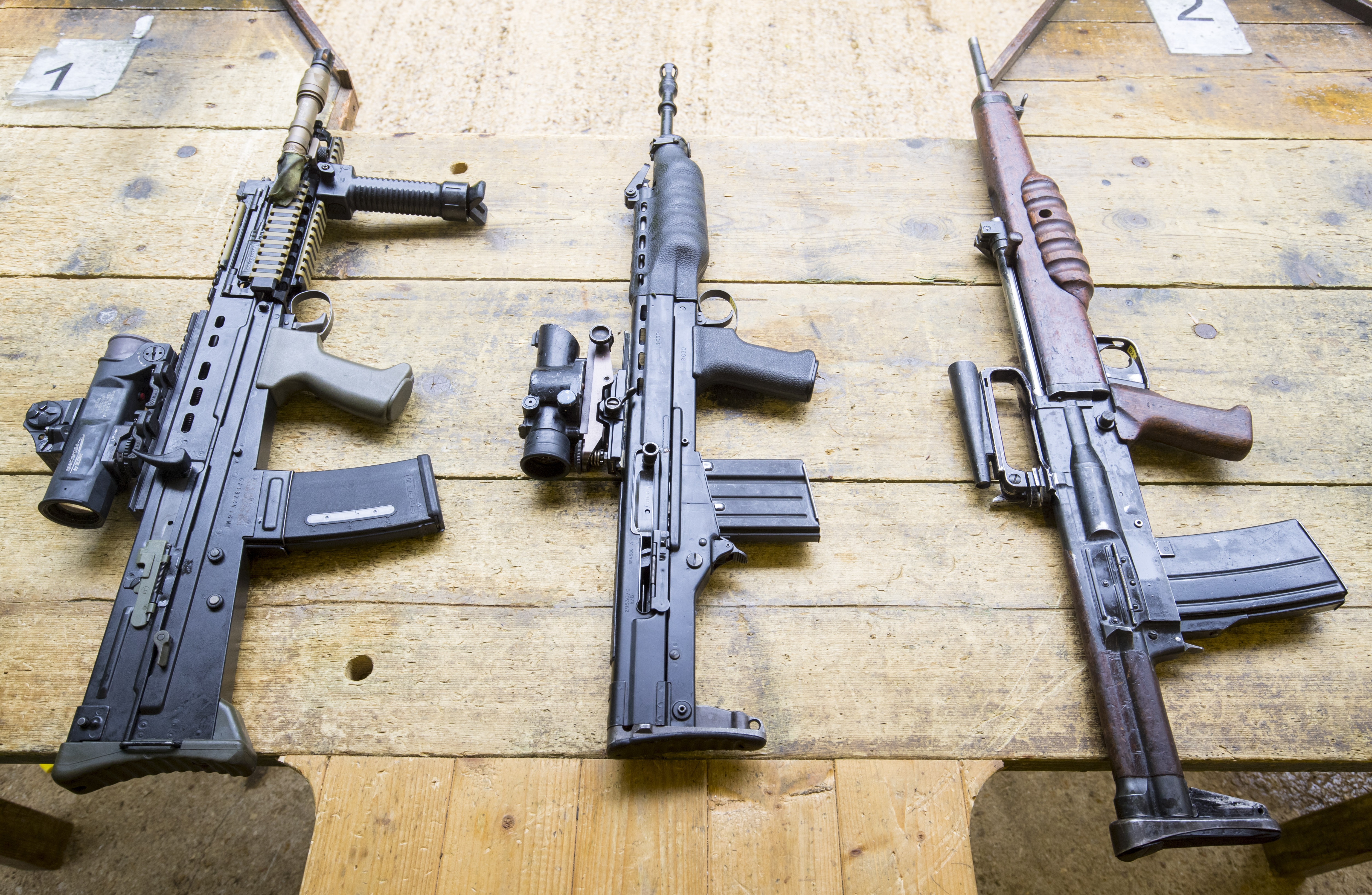
De izquierda a derecha: SA80-A2, XL 60 y EM-2.

Con la creación de la OTAN en 1949, hubo una clara preferencia para fuerzas de la OTAN tuvieran armas y municiones en común, por lo que los diseños de armas debían contar con la aprobación de más de un gobierno, y se esperaba que fueran adoptados por la organización como un todo. Fue en este punto que Estados Unidos presentó sus propios diseños para la normalización de la OTAN, utilizando el cartucho de la OTAN de 7,62 × 51 mm en sus prototipos de fusiles T25 y T44. Las cosas llegaron a un punto crítico en 1951 en un desempate realizado en el Aberdeen Proving Ground, con Estados Unidos alegando que el cartucho británica no tenía suficiente potencia, y los británicos afirmaron que el cartucho estadounidense era demasiado potente para ser utilizado en un fusil en modo completamente automático. En los mismos ensayos también se probó el FN FAL belga en calibre .280 British.
Siguió una serie de debates prolongados, que finalmente se resolvieron de una manera poco probable cuando Canadá declaró que usaría el .280 British, pero solo si Estados Unidos también lo hacía. Estaba claro que esto nunca sucedería. Winston Churchill sintió que un estándar de la OTAN era más importante que cualquier calidad del arma en sí y anuló la decisión del anterior Ministro de Defensa, Manny Shinwell, que ya había anunciado la intención de pasar al .280 y al EM-2. Durante este tiempo, los prototipos EM-2 se construyeron en varios calibres diferentes: Chambons construyó dos para el cartucho «Second Optimum» de 7 × 49 mm y otros dos para el cartucho OTAN de 7,62 × 51 mm. Uno de los prototipos de Chambon incluso se reconstruyeron para el cartucho .30-06 Springfield de Estados Unidos. RSAF-Enfield y BSA construyeron 15 y 10 prototipos para el 7,62 × 51 mm, respectivamente. Canadian Arsenals Limited también fabricó 10 fusiles para el cartucho «Compromise» de 7 × 51 mm.
Estaba claro que el EM-2 no podía adaptarse fácilmente al potente cartucho de la OTAN de 7,62 × 51 mm, por lo que la única alternativa realista era adoptar una versión con licencia del FN FAL de Fabrique Nationale. Creado por Dieudonné Saive, el FAL era en sí mismo una versión rediseñada del propio diseño de FN para un fusil de cartucho intermedio utilizando la munición de .280 British (los primeros prototipos habían utilizado el cartucho alemán 7,92 × 33 mm Kurz del StG44). Sin embargo, el FAL fue más fácil de adaptar para manejar el proyectil más largo y potente.
Como consecuencia, creció en peso y longitud. Churchill había esperado que con la British Commonwealth y otros países de la OTAN adoptando el FN FAL, el ejército de los Estados Unidos también lo haría, sin embargo, Estados Unidos adoptó el T44 (una versión actualizada del M1 Garand) como el M14, que había ganado las pruebas estadounidenses contra un fusil experimental más radical, el T25.
Con el tiempo, la posición británica en los cartuchos intermedios fue reivindicada, el 7,62 × 51 mm demostró ser demasiado potente para ser controlable en fusiles usando el modo automático, considerándose necesarios cartuchos más pequeños para esa aplicación. Debido a la experiencia de combate en Vietnam a mediados de la década de 1960, Estados Unidos adoptó el AR-15 como el M16. Recamarado para el cartucho intermedio 5,56 × 45 mm OTAN, el M16 reemplazó al M14 que había sido adoptado poco más de una década antes.
Algunos años después, la OTAN también acordó pasar a un cartucho más pequeño, más adecuado para fuego completamente automático y armas más livianas, adoptando finalmente el 5,56 × 45 mm. Antes de comprometerse con los 5,56 mm, el ejército británico llevó a cabo una investigación adicional sobre cartuchos intermedios.
Alrededor de 1970, un par de los EM-2 en calibre .280 originales fueron recamarados para el cartucho experimental de 6,25 × 43 mm. Sin embargo, el resurgimiento del EM-2 duró poco, ya que el 6,25 mm se eliminó por un cartucho aún más pequeño de 4,85 mm en un fusil completamente nuevo, el L64/65 que evolucionó al SA80 de 5,56 mm utilizado actualmente por el ejército británico. A pesar de tener una apariencia similar debido a su diseño bullpup, el SA80 no tiene relación mecánica con el EM-2; más bien es esencialmente una adaptación bullpup del AR-18/SAR-87. Sin embargo, el concepto de un «arma personal de infantería» que llevó al diseño del EM-2 se reflejó en el sistema SA80.